# خوان ديلغادو (لاعب كرة قدم)
خوان ديلغادو (بالإسبانية: Juan Delgado Sirvent)‏ هو لاعب كرة قدم إسباني، ولد في 1 مارس 1994 في إلدا في إسبانيا. شارك مع منتخب إسبانيا تحت 16 سنة لكرة القدم ومنتخب إسبانيا تحت 17 سنة لكرة القدم. أما مع النوادي، فقد لعب مع سلتا فيغو ب وفالنسيا ميستايا ونادي ليفانتي.

## وصلات خارجية
- خوان ديلغادو على موقع قاعدة بيانات كرة القدم.إي يو (الإنجليزية)
- خوان ديلغادو على موقع Soccerway.com (الإنجليزية)
- خوان ديلغادو على موقع AS.com (الإسبانية)